# Vintarjevec
Vintarjevec je naselje v Občini Šmartno pri Litiji.
Leži jugo-zahodno od kraja Šmartno pri Litiji.
Vintarjevec je vas,ki ima gasilni dom in cerkev ter kar nekaj hiš.